# Дмитришин, Бэзил
Бэзил (Василий) Дмитришин (англ. Basil Dmytryshyn; 14 января 1925 — 27 августа 2020) — американский историк, специалист по истории России.

## Биография
Родился в Польше. В 1947 году иммигрировал в США. В 1951 году получил американское гражданство.
Окончил Арканзасский университет, бакалавр (1950), магистр (1951). Имеет степень доктора философии Калифорнийского университета в Беркли (1955). С 1964 года — профессор Университета штата Орегон Портленде, с 1989 года — профессор-эмерит. Также преподавал российскую историю в Иллинойском университете (1964-66). Наиболее известна его монография «Императорская Россия».

## Избранная библиография
- Moscow and the Ukraine. 1918—1953: A Study of Russian Bolshevik Nationality Policy (1956);
- USSR: A Concise History (1965, 1984);
- Medieval Russia.900-1700 (1973);
- Imperial Russia, 1700—1917 (1974);
- Modernization of Russia Under Peter I and Catherine II (1974);
- Colonial Russian America: 1817—1832 (1976);
- A History of Russia (1977);
- The End of Russian America (1979);
- Russian Statecraft (1985),
- Russian Conquest of Siberia. 1558—1700 (1985),
- Russia’s Colonies in North America.1799-1867 (1988).

## О нём
- Иванян Э. А. Энциклопедия российско-американских отношений. XVIII—XX века. — М.: Международные отношения, 2001. — 696 с. — ISBN 5-7133-1045-0.